# Villarejo de Salvanés
Villarejo de Salvanés est une commune d’Espagne, dans la communauté autonome de Madrid.

## Personnalités liées à la commune
- Rosario Sánchez Mora (1919-2008), militaire de la guerre d'Espagne, dont le surnom, La Dinamitera[1], a été popularisé par le poème composé en 1937 par Miguel Hernández intitulé Rosario, dinamitera, est née dans la commune[2].
- Mariano Díaz (1939-2014), coureur cycliste professionnel de 1965 à 1971, dont un centre sportif municipal porte le nom en sa mémoire[3].